# Dilar taiwanensis
Dilar taiwanensis is een insect uit de familie van de Dilaridae, die tot de orde netvleugeligen (Neuroptera) behoort. 
Dilar taiwanensis is voor het eerst wetenschappelijk beschreven door Banks in 1937.